# Embusen

Embusen pro katu Heian Šodan

Embusen (演武線) někdy taky enbusen je japonský termín používaný v karate. Určuje kde začíná a končí kata, stejně jako její směr pohybu. Téměř všechny kata mají začátek i konec na stejném bodě. Embusen se liší u každé katy. Embusen je přesně daný a pro správné provedení kata se musí dodržovat.